# Salinas y Rocha
Salinas y Rocha  (afgekort: SYR) was een keten van Mexicaanse warenhuizen die voornamelijk huishoudelijke apparaten verkochten.

## Geschiedenis
De geschiedenis van de keten Salinas y Rocha gaat terug tot 1906, toen de 22-jarige Benjamín Ricardo Salinas Westrup, een jonge ondernemer uit Monterrey, en zijn zwager Joel Rocha besloten om "Benjamín Salinas y Compañía" op te richten. Het bedrijf was gespecialiseerd in de productie van koperen en ijzeren bedden en houten meubilair. Als gevolg van de Mexicaanse Revolutie moest de fabriek sluiten, maar in de jaren 1920 werd de onderneming weer actief. In de Padre Mier Street, in het centrum van Monterrey,  werd de eerste Salinas y Rocha-winkel geopend. 
Het bedrijfsmodel was om veel te verkopen, in kleine hoeveelheden met lage winstmarges. Een paar jaar breidde het bedrijf uit met de productie van matrassen. Enige tijd later introduceerde het een nieuwe formule in het land: verkoop op krediet, waarbij de klanten de mogelijkheid geboden werd om goederen in termijnen te betalen. Salinas y Rocha en later ook de hieruit voortkomende Elektra-keten werden vooral bekend vanwege hun eenvoudige betalingsvoorwaarden, waardoor het voor de werkende en lagere middenklasse van Mexico mogelijk werd om huishoudelijke apparaten aan te schaffen.
Onder leiding van Hugo Salinas, zoon van Benjamín Salinas, opende het bedrijf in 1943 zijn eerste warenhuis in Monterrey.Vanwege het succes werd er binnen twee jaar een tweede warenhuis geopend, ditmaal in  Mexico-Stad. Salinas had een agressieve manier van zaken doen en had een neus voor het juiste moment om nieuwe bedrijven te starten. Zo richtte hij in 1950 het bedrijf Elektra op. 
Het nieuw opgerichte bedrijf, dat in de loop der jaren uitgroeide tot het vlaggenschip binnen de bedrijven van Salinas y Rocha, liet zien dat het binnen de groep niet zo goed ging. De oprichting van Elektra tastte de verhoudingen tussen de  families Salinas en de Rochas aan en in 1961 verliet Hugo Salinas de joint venture om zich fulltime te wijden aan Elektra – dat Salinas y Rocha zou overschaduwen – hoewel hij aandeelhouder bleef. 
De beide winkelketens bewandelden hun eigen weg door standvastig vast te houden aan de eigen winkelformule. Hierdoor waren Salinas y Rocha en Elektra van 'familie' naar decennialang concurrenten verworden. 
In 1996 kocht het warenhuisbedrijf El Puerto de Liverpool de Grupo Salinas y Rocha. In maart 1999 werd het vervolgens weer verder verkocht aan de Grupo Elektra, onderdeel van Grupo Salinas. De destijds 86 Salinas y Rochas-winkels werden grotendeels samengevoegd met de Elektra-keten. De elf warenhuizen die Elektra had werden samen met andere activa, in april 1999 weer terug verkocht  aan El Puerto de Liverpool. 
Salinas y Rocha bestaat nog steeds als een productmerk dat wordt verkocht door Elektra-winkels en online.